# 敬晦
敬晦（?—?），字日彰，唐朝河中府河东县（今山西省永济市）人。
祖父敬括，字叔弓，进士及第，担任殿中侍御史。杨国忠讨厌他不依附自己，外放为果州刺史，后来入朝为兵部侍郎。他清心寡欲，在职不求名。周智光被诛，议者赞美敬括之才，选为同州刺史，拜御史大夫。他隐然持重，不以私害公。大历年间去世。
敬晦进士及第，辟入山南东道节度府，与马曙住宅相邻。此时，节帅不理政，法制衰落，马曙召大吏当廷责备。大吏负兼军职，不认错，向诸府牙将申诉。牙将要为大吏申冤，敬晦责备诸将：“大吏冒充军中名义，公等不能诘责，反而与他为伍，这是为什么？”牙将们羞愧道歉，阖府称道敬晦。后来擢升为谏议大夫。唐武宗时，赵归真以用邪门歪道欺骗天子，御史平反吴湘之狱，得罪宰相。敬晦上疏说明是非，毫不退缩。
唐宣宗大中年间，历任御史中丞、刑部侍郎、诸道盐铁转运使、浙西观察使。当时南方连年灾荒，宣宗下诏延缓征收酒税茶税，官府用度匮乏，敬晦力行勤俭，于是财力充足。改任兖州泰宁军节度使，以太子宾客分司。去世后，赠兵部尚书，谥肃。
敬晦兄敬昕、敬暤，弟敬昈、敬煦，都中进士第。敬昕为河阳节度使，敬暤为右散骑常侍。